# Rettungsstation Hernals

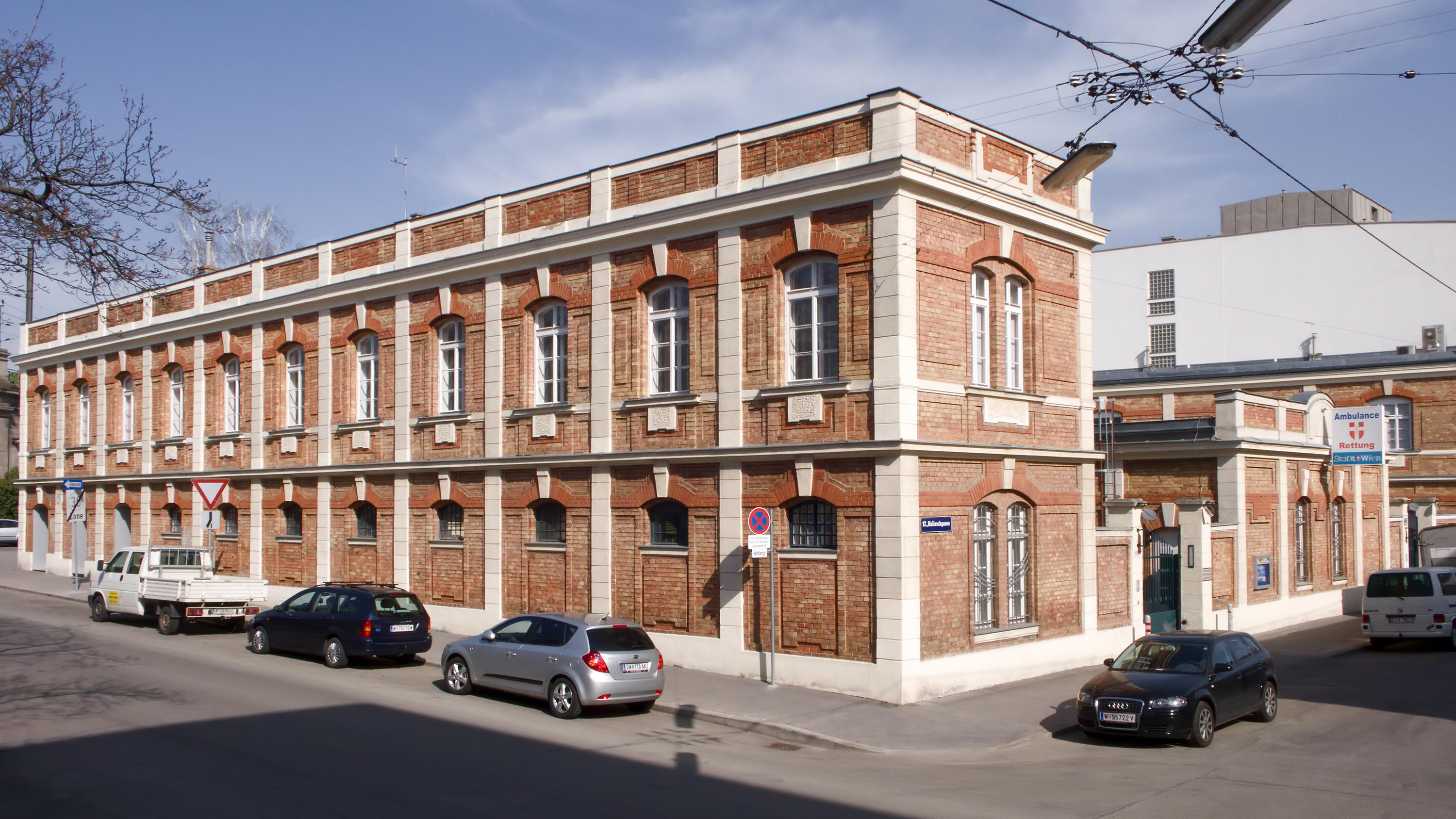
Die Rettungsstation Hernals

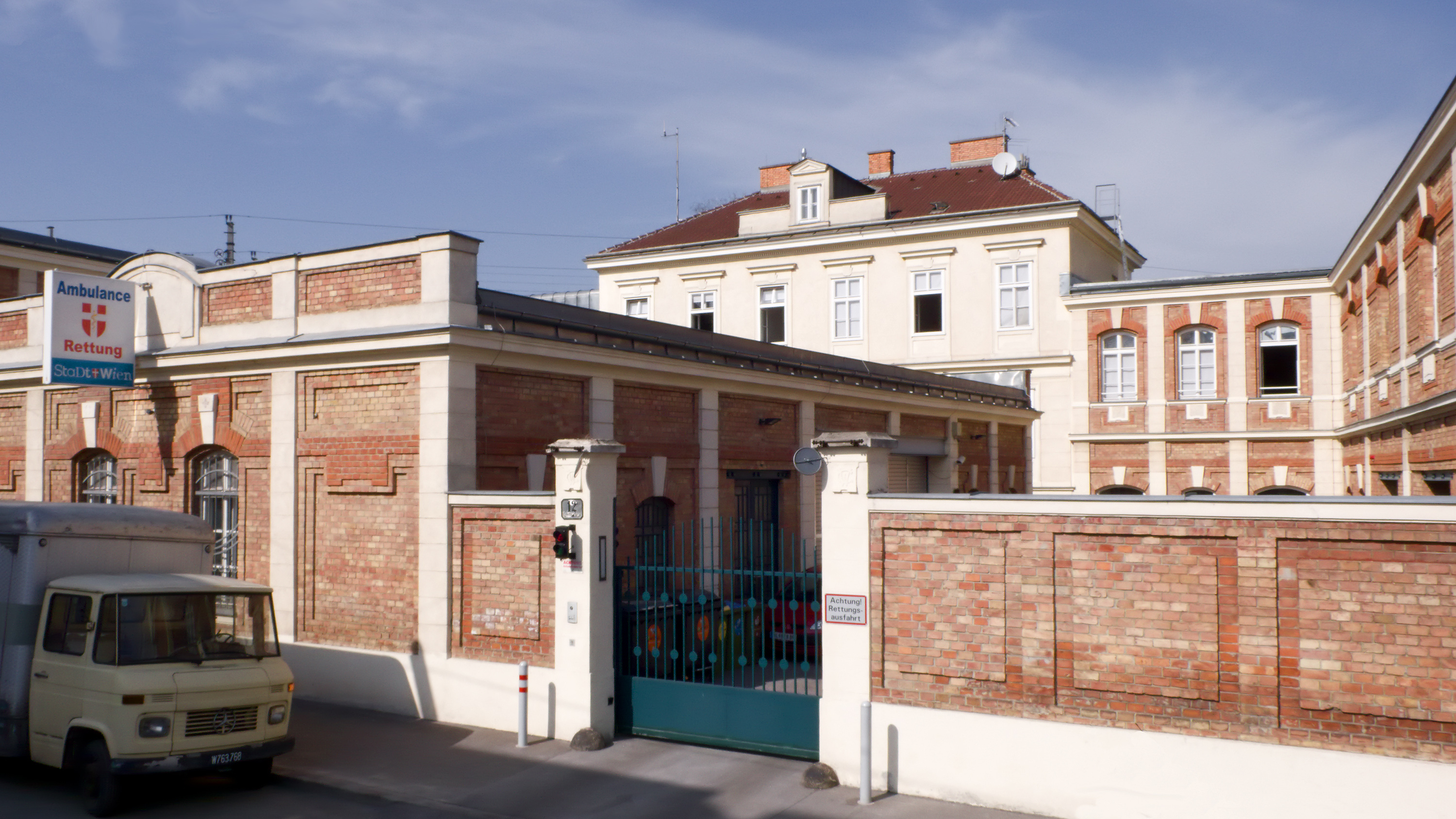
Eine der Ausfahrten

Die denkmalgeschützte Rettungsstation Hernals der MA 70 (Berufsrettung Wien) ist eine von zwölf städtischen Rettungsstationen Wiens und Sitz des Wiener Rettungsmuseums.

## Geschichte
Ursprünglich wurde die Rettungsstation Hernals im Jahr 1882 von der Gemeinde Hernals in der Gilmgasse 18 nach Plänen von Johann Gschwandner als Kommunal-Epidemiespital mit Platz für 50 Betten errichtet. Nachdem dieses nicht mehr benötigt wurde, wurde der zweigeschoßige Bau mit dem weit vortretenden Mittelrisalit und der historistischen Fassade 1903/1904 nach Plänen von Cesar Poppovits umgebaut und durch zwei seitliche Sichtziegel-Anbauten mit Stallungen, Remisen und Unterkünften für Sanitäter und Kutscher zu einer U-förmigen Anlage mit Vorgarten samt secessionistischem Gartengitter und Tor erweitert.
Begründet durch die Geschichte der Wiener Rettung befand sich in ungefähr 500 Metern Entfernung in der Lidlgasse 7 eine zweite Rettungsstation. Im April 2004 wurden die beiden Rettungsstationen auf den Standort Gilmgasse zusammengelegt.
Die Gemeinde Wien schrieb 2002 einen im Jahr 2003 entschiedenen Architekturwettbewerb über den geplanten zeitgemäßen Umbau aus, den das Architekturbüro Geiswinkler & Geiswinkler für sich entschied. Eröffnet wurde die fertiggestellte Rettungsstation im Juli 2006. Am 1. Februar 2008 wurde die Rettungsstation Hernals unter Denkmalschutz gestellt (Listeneintrag).
Die Rettungsstation Hernals versorgt rund 280.000 Menschen in den Bezirken 16, 17 und 18 sowie Teilen der Bezirke 8, 9, 15 und 19.

## Wiener Rettungsmuseum
Das Wiener Rettungsmuseum wurde im Jahr 1991 gegründet. In drei Sälen werden rund 300 Exponate, welche die Gründung und Entwicklung der Wiener Rettung dokumentieren, präsentiert und können gegen Voranmeldung besichtigt werden.